# Roman Forest
Roman Forest – miasto w Stanach Zjednoczonych, w stanie Teksas, w hrabstwie Montgomery.